# إيريكو هارا
إيريكو هارا (باليابانية: 原 えりこ) مواليد 01 نوفمبر 1959 في طوكيو، اليابان، هي مؤدية أصوات يابانية بدأت نشاطها عام 1982.

## الأعمال

### مسلسلات أنمي تلفزيونية
- رانزي المدهشة
- المذنب الأزرق إس بي تي لايزنير
- سيلور مون
- موكا موكا
- سيلور مون
- سلام دانك[1]

### ألعاب فيديو
- سوبر روبوت وورز

## وصلات خارجية
- إيريكو هارا على موقع IMDb (الإنجليزية)
- إيريكو هارا على موقع ميوزك برينز (الإنجليزية)
- إيريكو هارا على موقع ديسكوغز (الإنجليزية)
- إيريكو هارا على موقع قاعدة بيانات الفيلم (الإنجليزية)
- إيريكو هارا على موقع ANN person (الإنجليزية)
- إيريكو هارا  في شبكة أخبار الأنمي